# David Anthony Higgins
David Anthony Higgins (Des Moines, Iowa, 9 de diciembre de 1961) es un actor estadounidense.

## Biografía
Higgins es hermano del comediante Steve Higgins. Él es quizás el más reconocido por sus papeles como Craig Feldspar en Malcolm in the Middle y Farrell Joe en Ellen. También se ha desempeñado como escritor y coestrella en el programa televisivo The Higgins Boys and Gruber, y coescribió The Wrong Guy con el guionista de Los Simpson Jay Kogen y Dave Foley una película protagonizada por él mismo y Dave Foley. También participó en Nickelodeon True Jackson, VP como Dave alias "The Turk" una leyenda del skate y también hace del señor Bitters, el gerente del hotel "Palm Woods" en Big Time Rush. También aparece en un par de episodios de American Horror Story  como guía en un autobús.

## Filmografía
| Año       | Título                      | Rol                   | Notas                             | Tipo                                   |
| --------- | --------------------------- | --------------------- | --------------------------------- | -------------------------------------- |
| 1989—1991 | The Higgins Boys and Gruber | El mismo              | Coprotagonista, escritor del show | Serie de televisión                    |
| 1994—1998 | Ellen                       | Joe Farrell           | Coprotagonista                    | Serie de televisión                    |
| 1997      | The Wrong Man               | Detective Arlen       | Coprotagonista, escritor          | Película                               |
| 2000—2006 | Malcolm in the middle       | Craig Feldspar        | Personaje recurrente              | Serie de televisión, Nickelodeon y FOX |
| 2009      | True Jackson, VP            | Dave alias "The Turk" | Invitado estrella                 | Serie de televisión, Nickelodeon       |
| 2009—2013 | Big Time Rush               | Regginald Bitters     | Personaje recurrente              | Serie de televisión, Nickelodeon       |
| 2011—2015 | Mike & Molly                | Harry                 | personaje principal               | Serie de televisión                    |
| 2011      | American Horror Story       | Stan                  | 3 episodios                       | Serie de televisión, FOX               |
| 2012      | Californication             | John                  | Estrella invitada, 1 episodio     | Serie de televisión, FOX               |
| 2013      | Wendell & Vinnie            | Ray                   | Estrella invitada, 1 episodio     | Serie de televisión, Nickelodeon       |